# Obrácení svatého Pavla (Caravaggio)

Obrácení svatého Pavla, 1600–1601, olej na plátně, soukromá sbírka knížete Guida Odescaldiho, Řím. První, odmítnutá verze obrazu

Obrácení svatého Pavla (italsky Conversione di San Paolo) je název obrazu italského barokního malíře Caravaggia.
Obraz vznikl současně s dílem Ukřižování svatého Petra pro boční kapli římské baziliky Santa Maria del Popolo. Objednatelem obrazů byl Tiberio Ceraso, strážce pokladu papeže Klementa VIII., který jimi plánoval vyzdobit zmiňovanou kapli.
V případě Obrácení svatého Pavla jde o druhou verzi obrazu. První verze, namalovaná někdy v průběhu let 1600–1601 byla odmítnuta a skončila v soukromé sbírce. Druhá verze byla, sice s výhradami, přijata.
Ani v případě tohoto obrazu Caravaggio nezapřel svébytný přístup k zobrazení námětu, čerpajícího ze Skutků apoštolů. Zde je příběh Saulova obrácení vylíčen celkem třikrát. Saul, obávaný a neúprosný pronásledovatel křesťanů byl s jeruzalémskými kněžími na cestě do Damašku, když se stala událost, která způsobila změnu v jeho životě:
| „          | Na cestě, když už byl blízko Damašku, zazářilo kolem něho náhle světlo z nebe; padl na zem a uslyšel hlas: Saule, Saule, proč mne pronásleduješ? Saul řekl: Kdo jsi, Pane? On odpověděl: Já jsem Ježíš, kterého ty pronásleduješ. Vstaň, jdi do města a tam se dovíš, co máš dělat. Muži, kteří ho doprovázeli, zůstali stát a nebyli schopni slova; slyšeli sice hlas, ale nespatřili nikoho. Saul vstal ze země, otevřel oči, ale nic neviděl. Museli ho vzít za ruce a dovést do Damašku. | “ |
| — Sk 9,3–8 | |   |

Událost Caravaggio zobrazil velmi prostě a stroze. Jemný paprsek světla zasáhl Pavla, který s roztaženýma rukama padá, shozen z koně. Na rozdíl od první verze obrazu zde Pavel není starý vousatý muž, ale mladík v oděvu římského vojáka. V ležící poloze je očividně zranitelný a pokorný.
Při zhlédnutí hotového díla přítomným prelátům vadil nezvyklý postoj Pavlova koně a zdálo se jim, že umělec kladl příliš velký důraz na koňský zadek. Posléze obraz přijali a dnes je spolu s protilehlým Ukřižováním svatého Petra vyhledávaným uměleckým dílem.